# 瑞山記念館
瑞山記念館（ずいざんきねんかん）は、高知県高知市にある記念館。土佐勤王党の盟主武市瑞山（武市半平太）の生涯と功績を紹介している。

## 概要
1965年に高知市仁井田吹井地区の住民が中心となって建設された。2011年3月に龍馬伝のヒットを受けてリニューアルし、現在の建物となる。運営は、吹井地区住民を中心として構成された瑞山記念館運営委員会が担っている。瑞山が妻の富子に頻繁に手紙を書き送っていたことにちなんで、大切な人へのメッセージ募集が毎年行われている。瑞山の没後150年にあたる2015年には、瑞山神社で毎年行われる例祭で瑞山記念館運営委員会発行の「瑞山武市半平太歿後百五十年記念誌」が披露され、瑞山記念館でも販売が行われた。

## 展示
瑞山の生涯を解説したパネルなどのほか、絵師の弘瀬金蔵（絵金）の門人でもあった瑞山の手による美人画、お手玉で遊ぶ少女を描いた「童女遊戯図」なども展示されている。音声ガイドが設置され、展示パネルにはすべて英訳の解説文がつけられている。また、記念館前には1979年須崎市に建設されてのちに作り替えられた原寛山制作の初代武市瑞山銅像の佩刀部分が展示されている。2017年、瑞山生家近くの個人宅で、瑞山のものとされる刃渡り55センチメートルの脇差、公文菊僊による瑞山の肖像画、瑞山が田畑を売却したことを示す直筆の証文が発見され、記念館で史料の展示が行われた。

## 利用情報
- 休館日 - 年中無休（年末年始を除く）
- 開館時間 - 9:00〜17:00
- 入館料 - 無料（維持管理協力金100円）
- 駐車場 - 5台
- 備考 - 館内は撮影禁止、土足厳禁[8]。

## 周辺
- 武市半平太旧宅および墓（国指定史跡[13]）
- 瑞山神社
- 高知県立牧野植物園